# De fem civiliserade nationerna

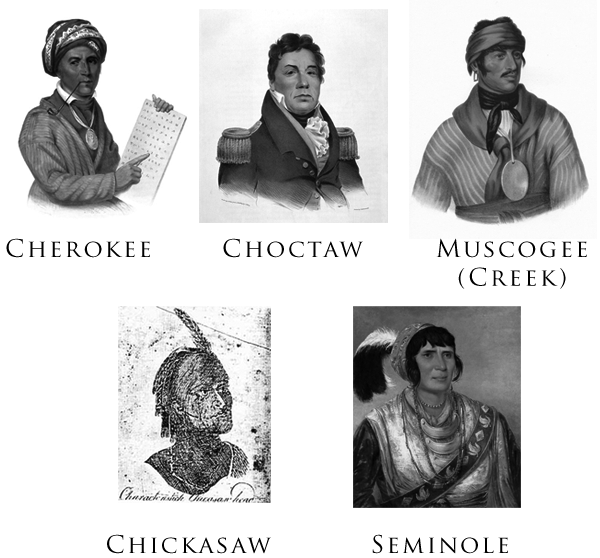
De fem civiliserade nationerna.

De fem civiliserade nationerna var de fem indianstammar i USA som fördrivits från sina gamla jaktmarker öster om Mississippifloden och transporterats till nya trakter i östra Oklahoma. Stammarna var cherokeserna, chickasaw, choctaw, creek och seminole.
Anledningen till att dessa stammar kallats civiliserade var deras respektive försök att ta efter och lära sig från de vita kolonisterna i Nordamerika, inklusive tagandet av slavar med afrikanskt ursprung. Stammarna hamnade sedan under amerikanska inbördeskriget på olika sidor. Inom cherokesnationen hade man inte kunnat ena sig om sida i inbördeskriget, utan somliga cherokeser stödde nordstaterna medan andra stödde sydstaterna.